# バグダッド・スキャンダル
『バグダッド・スキャンダル』（Backstabbing for Beginners）は、2018年のデンマーク・カナダ・アメリカ合衆国の社会派映画。
監督はペール・フライ、出演はテオ・ジェームズとベン・キングズレーなど。
元国連職員マイケル・スーサンが自身の体験をもとに執筆した小説「Backstabbing for Beginners」の映画化で、国連史上最悪の政治スキャンダルとされる、困窮するイラク国民を救うはずの夢の人道支援プログラム「石油食料交換プログラム」の裏で行われていた不正を描いた作品。

## キャスト
- マイケル・サリヴァン（マイケル・スーサン（英語版））: テオ・ジェームズ
- コスタ・パサリス（パシャ）（ベノン・セバン（英語版））: ベン・キングズレー
- リリー: レイチェル・ウィルソン
- クリスティーナ・デュプレ: ジャクリーン・ビセット
- トレヴァー: ロッシフ・サザーランド
- ナシーム・フセイニ: ベルチム・ビルギン